# Markus von Lutterotti
Markus von Lutterotti (* 10. August 1913 in Trient, Österreich-Ungarn; † 21. April 2010 in Freiburg im Breisgau) war ein österreichisch-italienischer Mediziner und Pionier der Hospizbewegung in Deutschland.

## Leben
Seine Eltern waren der Rechtsanwalt Karl von Lutterotti (1886–1964) und Annunziata, geborene Gräfin Consolati von und zu Heiligenbrunn und Pauhof (1887–1948).
Markus von Lutterotti studierte an den Universitäten Wien und Bologna. 1938 legte er das medizinische Staatsexamen ab. Im Zuge des Zweiten Weltkrieges geriet er in US-amerikanische Kriegsgefangenschaft. 1946 kehrte er an die Medizinische Klinik des Städtischen Krankenhauses in Bremen zurück, wo er bereits früher gearbeitet hatte. 1954 erfolgte seine Habilitation in Innerer Medizin. Von 1957 bis 1983 war er Leiter der Inneren Abteilung des Loretto-Krankenhauses in Freiburg im Breisgau.
Markus von Lutterotti war ein Förderer der Palliativmedizin und setzte sich für die Hospizidee ein. Ärztlich begleiteten Suizid lehnte er strikt ab. 1985 veröffentlichte von Lutterotti das Buch Menschenwürdiges Sterben. 1991 gründete er die ökumenische Hospizbewegung in Freiburg, zehn Jahre später das Hospiz Karl Josef. Der 1955 verstorbene Benediktinermönch Nikolaus von Lutterotti war ein Onkel von Markus von Lutterotti.